# تاد هیز
تاد هیز (انگلیسی: Todd Hays؛ زادهٔ may ۲۱, ۱۹۶۹ (۵۵ سال)) ورزشکار بابسلد اهل ایالات متحده آمریکا است.
وی در مسابقات کشوری و بین‌المللی در مجموع برندهٔ ۲ مدال نقره، ۵ مدال برنز شده‌است.